# Neiafu
Neiafu è un distretto delle Tonga della divisione di Vava'u con 5 377 abitanti (censimento 2021).

## Località
Di seguito l'elenco dei villaggi del distretto:
- Neiafu - 3 845 abitanti, la seconda città per popolazione del Regno di Tonga e capoluogo della divisione di Vava'u
- Makave - 355 abitanti
- Toula - 389 abitanti
- 'Utui - 307 abitanti
- Ofu - 126 abitanti
- Okoa - 275 abitanti
- Olo'ua - 80 abitanti

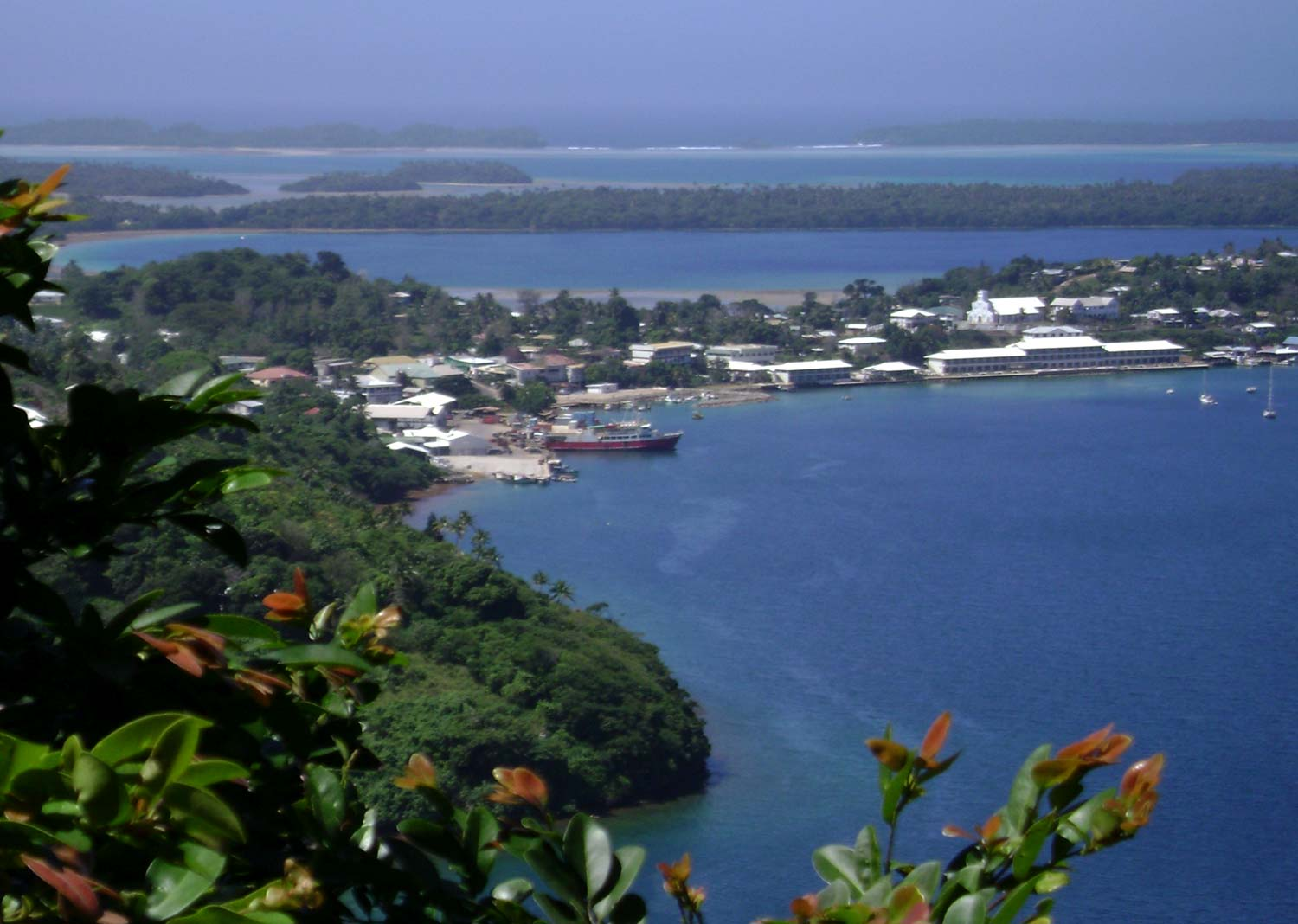
Costa di Neiafu.
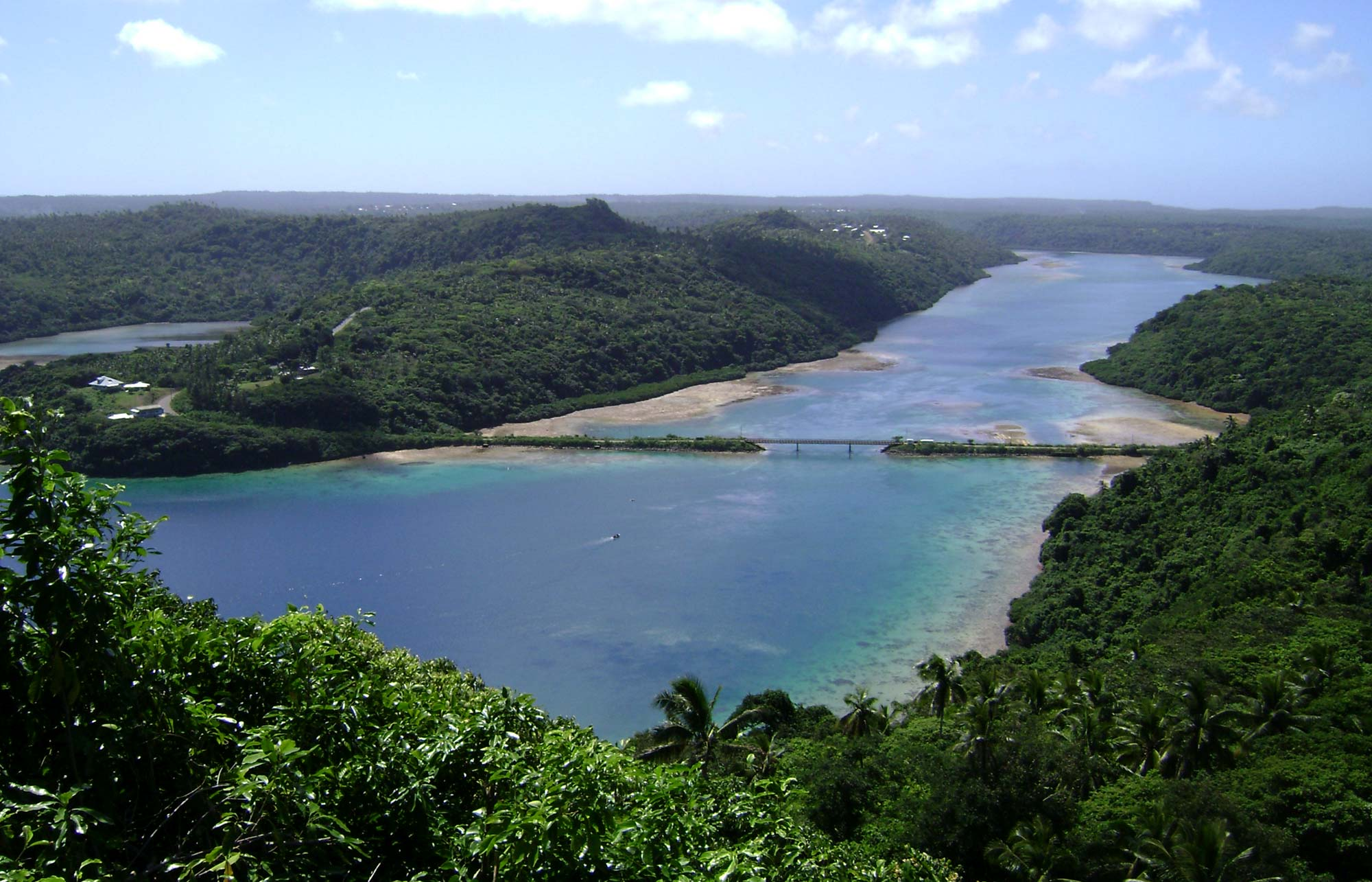
Ponte a Neiafu.
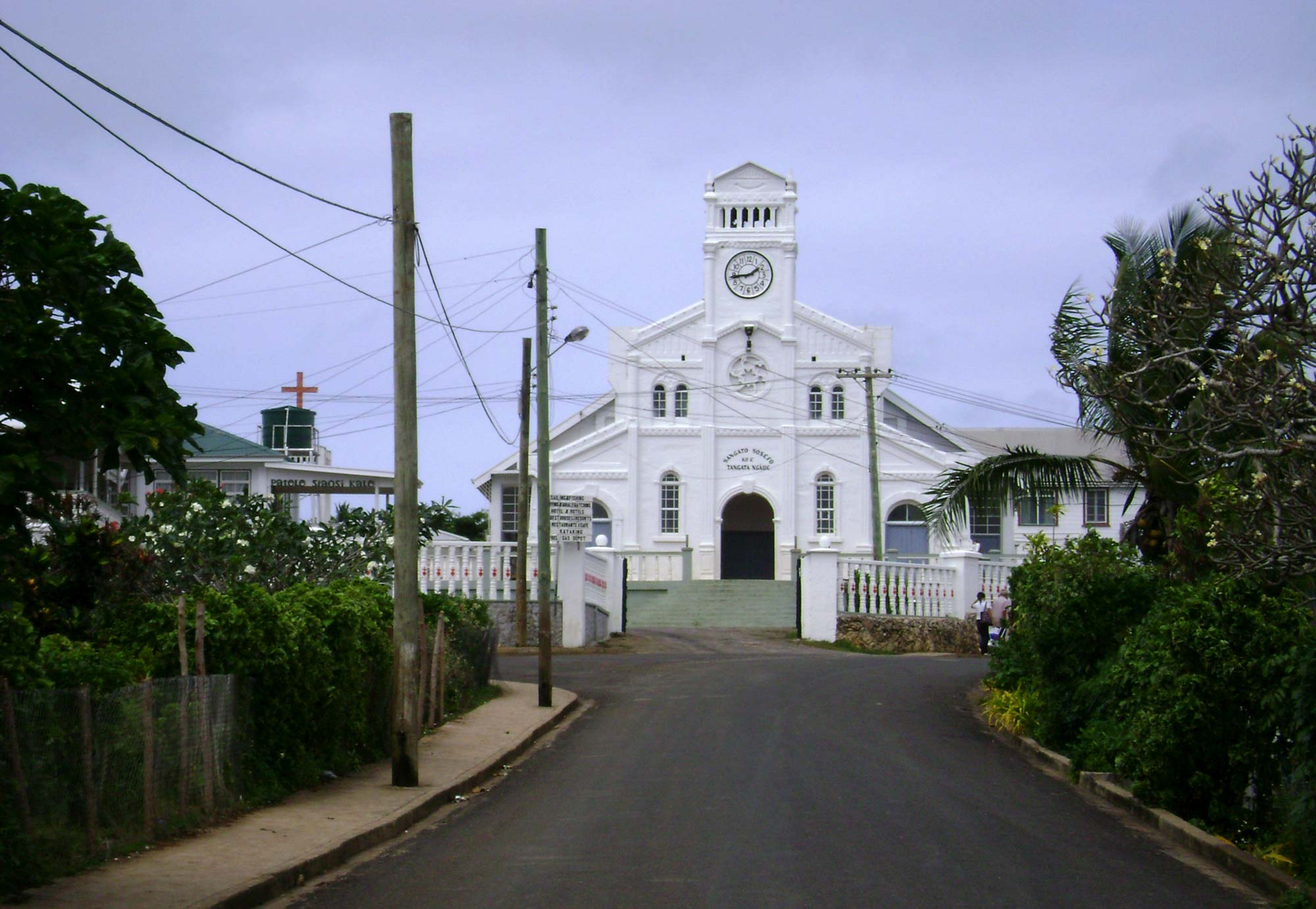
Chiesa a Neiafu.
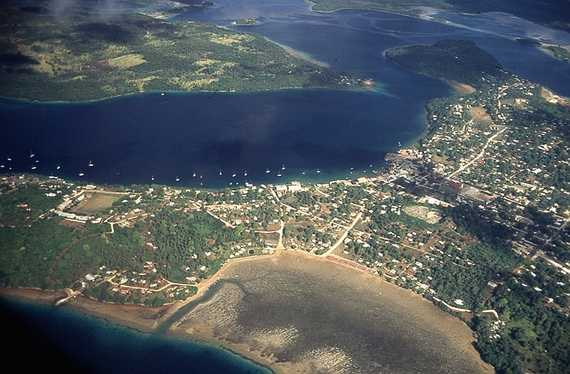
Veduta aerea di Neiafu.